# Cameron Twynham

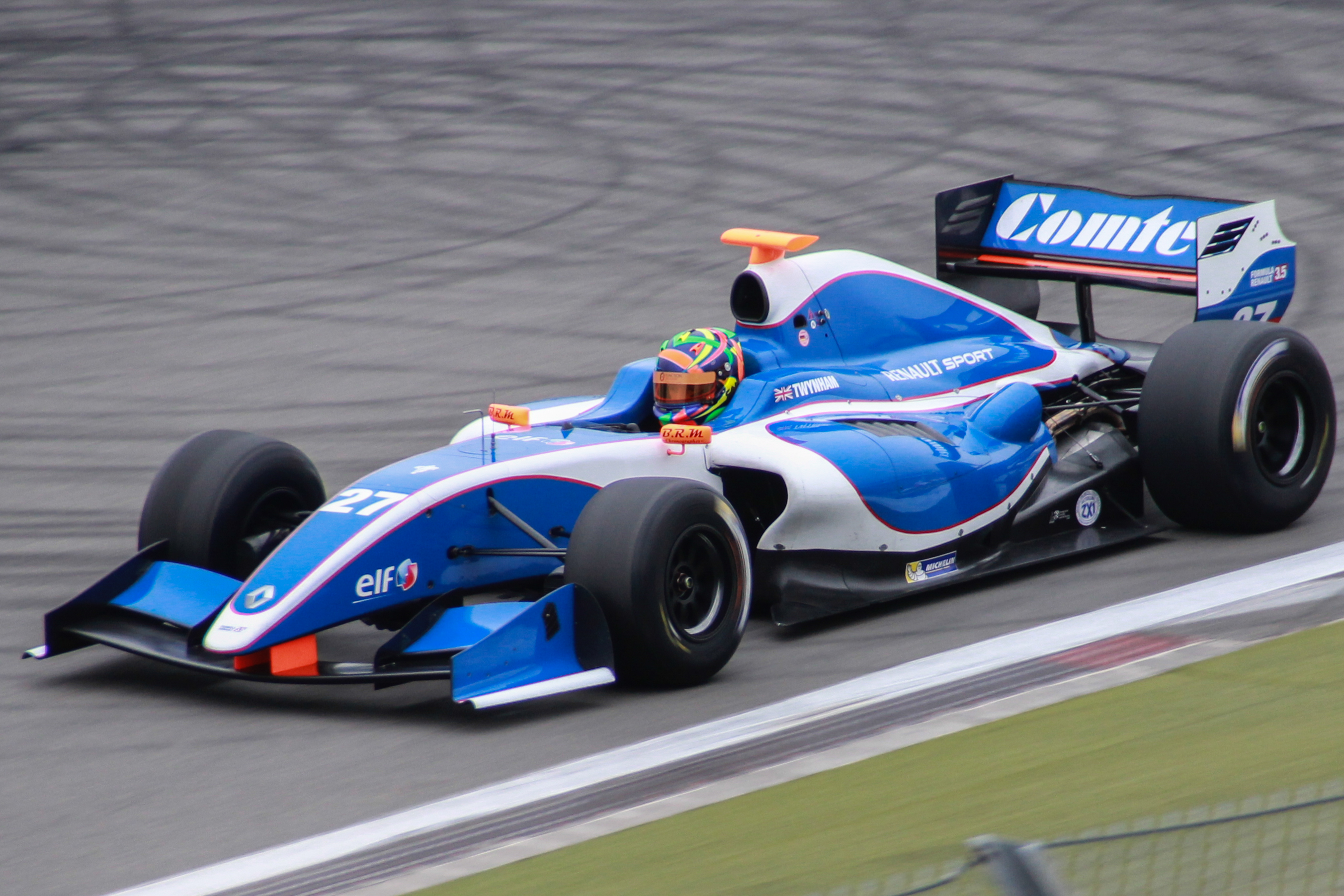
Twynham in actie in 2014

Cameron Twynham (Market Harborough, 14 februari 1996) is een Brits autocoureur.

## Carrière
Twynham begon zijn autosportcarrière in 2009 op dertienjarige leeftijd in het karting in de Junior Rotax-klasse. Hij werd dat jaar kampioen op de lokale kartbaan in Whilton en eindigde een jaar later als tweede. In 2010 reed hij tevens zijn eerste internationale race in het Spaanse Zuera, waar hij als negende eindigde. In 2011 reed hij drie races in de Super 1 Junior Rotax voordat hij de beslissing maakte om over te stappen naar de auto's.
In 2012 maakte Twynham zijn debuut in het formuleracing, waar hij deelnam aan het InterSteps-kampioenschap. In dit kampioenschap stond hij zeven keer op het podium om achter Matt Parry, Matt Mason en Jack Aitken als vierde te eindigen in het kampioenschap. Ook reed hij aan het eind van het jaar in de Formule Renault BARC Winter Series, waar hij zesde werd.
In 2013 stapte Twynham over naar de Formule 3, waar hij in de Copa-klasse van de Europese F3 Open ging rijden voor het Team West-Tec F3. In dit kampioenschap eindigde hij achter Richard Gonda als tweede met twee overwinningen. Voorafgaand reed hij ook in het winterkampioenschap, waar hij derde werd. Ook reed hij voor West-Tec in twee van de vier raceweekenden van de nationale klasse van het Britse Formule 3-kampioenschap. In alle races stond hij op het podium en hij werd vierde in het kampioenschap.
In 2014 bleef Twynham rijden in de Europese F3 Open, dat de naam had veranderd naar de Euroformula Open, maar nu in het hoofdkampioenschap voor West-Tec. Op de Nürburgring behaalde hij zijn eerste podiumplaats. Ook nu had hij voorafgaand in het winterkampioenschap gereden en eindigde hier als vijfde. Dat jaar maakte hij ook zijn debuut in de Formule Renault 3.5 Series bij Comtec Racing tijdens het raceweekend op de Nürburgring.